# 連珠
連珠（れんじゅ）は、五目並べを競技として成立するようにルールを整えたボードゲームの一種である。

## 概要
連珠は碁盤の上に黒白の碁石を交互に置き、先に石を縦横斜めのいずれかに5つ並べた者が勝ちである。
しかしこの条件では先手の必勝法が解明（後述の#歴史を参照）されており競技として成立しないため、ルールにより先手の着手を制限して先手と後手の均衡をとったものを連珠もしくは着手制限連珠と呼称することが多い。しかし、先手の着手を制限してもなお、先手必勝の方法が発見されたため、現在では単純に先手・後手を決めるのではなく、変則的な方法によるものが正式なルールとなっている（詳細は「開局規定」の項を参照）。連珠は、二人零和有限確定完全情報ゲームに分類される。
かつては「聯珠」とも表記していたが、戦後は常用漢字制限により「連珠」という表記がほとんどである。

## 用具
連珠では以下の用具を用いる。いずれも囲碁の用具で代用できる。
- 碁石（「珠」ともいう） - 黒・白の二色。基本的には囲碁で使う碁石と同じものを使用する。連珠では一度打たれた碁石が移動しないため、中国の碁石は「片面がフラットなドーム形状」になっており、研究などで変化手順を検討するときは、石を裏返しに置くことで「変化で打たれた碁石」が判別しやすいという特徴がある。
- 碁笥 - 碁石を入れる器。珠笥（じゅけ）ともいう。連珠用に小さく作られている。
- 連珠盤 - 板の上に、直交する縦横それぞれ同じ本数の直線を引いたもの。碁石を置くのは囲碁と同様に縦線と横線の交点である。正式には、囲碁で多く使用される19道（路）盤より各辺2路ずつ狭い、縦横15路ずつの15道（路）盤が使われる。

通常使用される縦横15本の線を持つ盤を15道盤（じゅうごどうばん）という。交点（目）の数は225、マス目の数は196。第3世名人・高木楽山がルールとして15道盤の採用を決めるまでは碁盤（19道盤。囲碁では19路盤という）が使われ、現在でも公式戦以外では碁盤を代用することもある。連珠はそもそも先手が優位に立ちやすい性質上15道より数が増えるとより先手持ちの対局進行になるので先手に禁手を与えると共にこれ以上の数は増やさず15道で定められている。囲碁では海外の初級者が15路盤を利用している。
連珠盤を作る木材には碁盤と同様、カヤ、スプルース（新カヤ）、カツラ、イチョウ、ヒノキ、ヒバ、アガチス（新カツラ）などがあり、カヤ製の柾目盤が最も高価である。またプラスチック製のものやゴム製、持ち運び用のマグネット碁石に対応した金属製のものもある。
連珠盤の価格は将棋盤とほぼ同じで数千円から数百万円までさまざま。競技人口が少ないせいもあって受注生産となる場合がほとんどである。
形状は畳などの上で椅子を用いない対局で床に直接置き使用する足付盤以外にも、テーブルの上で用いる薄い板状のものも公式戦で使用される。それ以外にも折畳式のものなどもある。
足付き連珠盤の裏側の中央部分にはへこみがある。これは血溜まりと呼ばれ、対局中に横から口を挟む人間は首を刎ねられ、このへこみに乗せられる事になると言う。しかし実際には打ったときの音の響きをよくするためとか盤にひびが入らないためとか言われている。足付き盤でも2寸程度の薄い盤にはへこみはついていない。
大きさは将棋盤（縦1尺2寸、横1尺1寸）とほぼ同じで、厚さは足付き盤で2寸-9寸程度まである。木製のものは将棋盤用に切った材料から製作され、将棋盤の天面を削り線を引きなおす場合もある。
- 対局時計：公式戦では制限時間を定め、時間切れによる勝敗を厳正に定めるために対局時計を用いる。

練習対局では、連珠盤と碁石の代わりに、碁盤や縦横15本ずつ線を引いた方眼紙と筆記具を用いることもある。

## 歴史
連珠の原型となった五目並べは、1700年代中頃の二条家で行われていた「五石」（いつついし）と称されたゲームが民間に伝わったものとされる。以前は中国誕生説が唱えられたこともあったが、「囲碁イコール連珠」という発想から推定されていたにすぎず、調査研究の結果、根拠となる資料はないことが判明している。
1856年（安政3年）に「五石定磧集」が刊行されて以降、流派ごとに五石、格五（格伍）、五目並べ、五法、五聯、京碁など呼称は異なるもののゲームとして行われるようになり、解説書も数多く発行された。
1899年（明治32年）、黒岩涙香は自身が主幹であった萬朝報に五目並べの先手必勝法を掲載した。彼は同年12月6日、このゲームを「聯珠」と呼ぶことを同紙上で提案した。この日が連珠の発祥した日となる。なお、連珠の初代永世名人である高山互楽とは黒岩涙香本人であり、高山互楽は彼の号である。
1931年、第三代の名人であり囲碁も強かった高木楽山は15道盤の採用や黒の四四を禁じ手とするなどのルール改正を提唱した。しかしこれは論争を引き起こし、連珠関連団体の分裂の遠因となった。
1966年、分裂していた連盟が社団法人日本連珠社として1つになる。
1988年、連珠国際連盟が発足した。連珠国際連盟は日本連珠社のルールに準拠したルールを採用している。
1989年から連珠国際連盟が主催する連珠世界選手権が開始され、奇数年に個人世界選手権が、偶数年にチーム世界選手権が実施されている。
2014年、日本連珠社は公益社団法人化された。

## 現行の用語と基本ルール
連珠の特徴は、黒と白とでルールが違うところである。双方の均衡を図るため黒にさまざまな制約を課している。
2人の対局者がそれぞれ黒、白の碁石を持ち、交互に1つずつ石を置いていく。石を置く場所は線の交点上である。黒が先手で1手目は天元（中央の星）に打つ。また、白の2手目は天元から1目離れた場所に、黒の3手目は天元から2目以内離れた場所に打たなければならない。このため、3手目までの形が（対称形を除き）26通りあり、これらを珠型（しゅけい）と呼ぶ。珠型にはそれぞれ名がついている。なお4手目以降の打つ場所に制限はない。
| 用語 | 定義 |
| ---- | --- |
| 連   | 縦・横・斜めのいずれかの隣接する交点に同色の石が空間なく一直線上につらなるもの。ルール用語としての連というのは五連と長連のみに用い、四連・三連などとはいわない。単に四・三ということはあるが、こちらはただ単につらなっている同色の石の数で定義しているわけではないため、つらなっててもいわなかったり、つらなってなくてもいうこともある。 |
| 五連 | ちょうど5個の石の連。黒白問わずこれを作ったら勝ちとなる。黒の場合反則となる石団を同時に作っていても五連が優先され反則負けとはならず勝ちとなる。 |
| 長連 | 6個以上の石の連。黒の場合は反則負け、白の場合は勝ちとなる。 |
| 四   | 同種の石を1個加えると五連になるもの。珠法の差があるので、白の場合は1個石を加えると長連になるものも四とみなし黒の場合はみなさない（達四の場合も同様である）が、白には禁手がないため白の場合も黒の場合と同じように定義（1個石を加えると長連になるものは四とみなさない）しても特に問題はない。                                              |
| 達四 | 四の一種。同種の石を1個加えると五連になる点が2カ所あるもの。また、棒四ともいう。 |
| 三   | 同種の石を1個加えると達四になるもの。 |
| 四四 | 同一衝点に四（達四も含む）が2個以上同時にできるもの。一直線状に四四ができる場合もある。黒が作ったら反則負けとなる。 |
| 三三 | 同一衝点に三が2個以上同時にできるもの。黒が作ったら反則負けとなる。 |
| 四三 | 同一衝点に四（達四も含む）と三が同時にできるもの。黒が勝つためにはこれを作るしかないが、四（達四も含む）と三のどちらかが2個以上できていると四四もしくは三三が優先されるため反則負けとなる。 |
| 眠三 | 剣先ともいう。片側が相手の石で止まっているか盤の端に当たっている3連のこと。三とはみなされないため、黒が眠三を2個、もしくは眠三と三を同時に作っても三三とはならず反則にはならない。 |

先手の黒が有利とならないよう、黒に限って五連を並べる前の三三、四四、長連は禁手となる。黒が禁手を打った場合はその時点で指摘されれば負けとなる。白に禁手はなく、長連は五連とみなして勝ちとなる。ただし、長連を除いては、黒が禁手を打ち白が黒の禁手に気づかずに次の手を着手した場合は、禁手が解除され対局を続行させることができる。
上記のルールにより、三と四と四が同時にできる三四四、もしくは三と三と四が同時にできる三三四を黒が作った場合は黒の禁手になる。一方、黒が五連を作った瞬間に三三も同時にできる五三三や四四ができる五四四、五六など五連と同時に長連もできる場合は禁手とならず、黒の勝ちである。
過去、縁日や盛り場で盛んに大道五目（大道連珠）が行われていた。これは詰め連珠（五目）の問題を提示して、正解者には商品を進呈するかわりに、失敗者からは幾らかの料金を取るものであった。大道五目と現在の国際ルールの最大の違いは、大道五目が五三三や五四四、五六が禁手であることであった。ほとんどが二手勝ちの問題であったが、この微妙なルールの差異によって一見勝ち筋が大量にあるように見えても、実際にはほとんどの勝ち筋が禁じ手になるため、連珠の有段者でも間違う難解な問題が多かった。

## 珠型
白の2手目は、黒の1手目（天元）の1つ上に並べて置くか、右斜め上に置くことになっている。並べて置くほうを直接打ちといい、斜めに置くほうを間接打ちといって区別する。
珠型には、「月」または「星」の文字が入った名がそれぞれの形ごとに決まっている。白石を月に見立て、黒石を木や山などに見立てて名づけられたのが珠型の名の起源である。（例：月、山巓に在り。故に山月と謂ふ。）
かつて珠型は、黒の1手目と3手目の石の位置を基準に・連（2つの石が隣り合った位置）・間（縦横斜めのいずれかに1つ飛ばした位置）桂（囲碁でいうケイマの位置）に分類され、桂と連に「月」、間に「星」のつく名が割り当てられた。現在では珠型を直接打ち・間接打ちに分類するため、それぞれに「月」と「星」のつく名が混在している。

### 直接打ち
|  |  |  |  |  |
|  |  |  |  |  |
|  |  |  |  |  |
|  |  |  |  |  |
|  |  |  |  |  |

|  |  |  |  |  |
|  |  |  |  |  |
|  |  |  |  |  |
|  |  |  |  |  |
|  |  |  |  |  |

|  |  |  |  |  |
|  |  |  |  |  |
|  |  |  |  |  |
|  |  |  |  |  |
|  |  |  |  |  |

|  |  |  |  |  |
|  |  |  |  |  |
|  |  |  |  |  |
|  |  |  |  |  |
|  |  |  |  |  |

|  |  |  |  |  |
|  |  |  |  |  |
|  |  |  |  |  |
|  |  |  |  |  |
|  |  |  |  |  |

|  |  |  |  |  |
|  |  |  |  |  |
|  |  |  |  |  |
|  |  |  |  |  |
|  |  |  |  |  |

|  |  |  |  |  |
|  |  |  |  |  |
|  |  |  |  |  |
|  |  |  |  |  |
|  |  |  |  |  |

|  |  |  |  |  |
|  |  |  |  |  |
|  |  |  |  |  |
|  |  |  |  |  |
|  |  |  |  |  |

|  |  |  |  |  |
|  |  |  |  |  |
|  |  |  |  |  |
|  |  |  |  |  |
|  |  |  |  |  |

|  |  |  |  |  |
|  |  |  |  |  |
|  |  |  |  |  |
|  |  |  |  |  |
|  |  |  |  |  |

|  |  |  |  |  |
|  |  |  |  |  |
|  |  |  |  |  |
|  |  |  |  |  |
|  |  |  |  |  |

|  |  |  |  |  |
|  |  |  |  |  |
|  |  |  |  |  |
|  |  |  |  |  |
|  |  |  |  |  |

|  |  |  |  |  |
|  |  |  |  |  |
|  |  |  |  |  |
|  |  |  |  |  |
|  |  |  |  |  |

### 間接打ち
|  |  |  |  |  |
|  |  |  |  |  |
|  |  |  |  |  |
|  |  |  |  |  |
|  |  |  |  |  |

|  |  |  |  |  |
|  |  |  |  |  |
|  |  |  |  |  |
|  |  |  |  |  |
|  |  |  |  |  |

|  |  |  |  |  |
|  |  |  |  |  |
|  |  |  |  |  |
|  |  |  |  |  |
|  |  |  |  |  |

|  |  |  |  |  |
|  |  |  |  |  |
|  |  |  |  |  |
|  |  |  |  |  |
|  |  |  |  |  |

|  |  |  |  |  |
|  |  |  |  |  |
|  |  |  |  |  |
|  |  |  |  |  |
|  |  |  |  |  |

|  |  |  |  |  |
|  |  |  |  |  |
|  |  |  |  |  |
|  |  |  |  |  |
|  |  |  |  |  |

|  |  |  |  |  |
|  |  |  |  |  |
|  |  |  |  |  |
|  |  |  |  |  |
|  |  |  |  |  |

|  |  |  |  |  |
|  |  |  |  |  |
|  |  |  |  |  |
|  |  |  |  |  |
|  |  |  |  |  |

|  |  |  |  |  |
|  |  |  |  |  |
|  |  |  |  |  |
|  |  |  |  |  |
|  |  |  |  |  |

|  |  |  |  |  |
|  |  |  |  |  |
|  |  |  |  |  |
|  |  |  |  |  |
|  |  |  |  |  |

|  |  |  |  |  |
|  |  |  |  |  |
|  |  |  |  |  |
|  |  |  |  |  |
|  |  |  |  |  |

|  |  |  |  |  |
|  |  |  |  |  |
|  |  |  |  |  |
|  |  |  |  |  |
|  |  |  |  |  |

|  |  |  |  |  |
|  |  |  |  |  |
|  |  |  |  |  |
|  |  |  |  |  |
|  |  |  |  |  |

## 開局規定
開局規定（オープニングルール）とは、その名の通り開局を行うための規定である。単に交互に打ち進めていくだけでは多くの珠型で必ず先手が勝ってしまうため、先手後手の均等を取るために開局規定が考案された。2025年現在公式に採用されている開局規定は五珠交代打ち(タラグチ10)である。過去には珠型五珠題数提示選択打ち(ヤマグチルール、2009～2016年)や四珠交代打ち(ソーソロフ8,2017～2024年)などが採用されていた。

### 珠型交替・五珠二ヶ所打ち
過去の世界共通ルール（RIFルール）では珠型交替・五珠二ヶ所打ちが用いられた。これは以下の手順によって行う。
1. まず、両対局者が任意に白石か黒石を選んで、相手に見えないように石を適当数握った後同時に盤上に出す。
2. 両者の石数の合計数が奇数ならそのまま、偶数なら黒石と白石とを持ち替える。このとき黒石を持つことになった方が仮先（仮の先手）、白石を持つことになった方を仮後（仮の後手）と呼ぶ。
3. 仮後は白石一石を仮先に渡す。対局時計を使用している場合はここで時計を押す。→仮先の持ち時間が減っていく。
4. 仮先は、26珠型の中から1つを提示する。提示後に仮先が時計を押す。→仮後の持ち時間が減っていく。
5. 仮後は、提示された珠型を見て、黒番白番のうち自分の持ちたい側を選ぶ。これにより黒（先手）と白（後手）が決まる。
6. 選んだ後に、正式に白番となった側が白の4手目を任意の場所に打つ。
7. 次の黒番が、黒の5手目の着手位置を2か所指定する。この2か所は互いに対称形とならないようにする。
8. 白番は、この2か所を比較し、打たせたい珠を残し、もう1か所を取り除くことによって5手目の着手を選択する。
9. 続いて白が6手目を打ち、以下黒白交互に任意の場所に打つ。

### 珠型五珠題数提示選択打ち
珠型五珠題数提示選択打ちは日本の山口釉水九段が提唱したルールである。通称で「題数指定打ち」「題数提示打ち」「ヤマグチルール」と呼ばれる。
五珠二ヶ所打ちよりオープニングの幅を増やそうと考案された次世代ルール。
1. 対局者の1人を提示者（仮先）、もう1人を選択者（仮後）と決める（これは握りなどで決める）。
2. 提示者は、次の2つを盤上に提示する。
  - （α）珠型
  - （β）黒になった対局者が、5手目で打つ題数
3. 選択者は、提示された内容を見て、黒で打つか白で打つかを選ぶ。
4. 黒か白かが決まったら、白番になった対局者が白の4手目を任意の場所に打つ。
5. 黒の対局者は、示された題数分の5手目を打つ。
6. 白の対局者は、黒が打った5手目の着手の中から1つの着手を選択する。
7. 続いて白が6手目を打ち、以下黒白交互に任意の場所に打つ。

### 均衡打ち
均衡打ちとは、坂田吾朗九段が提唱したルール。
1. まず、黒が天元に黒1を打つ。
2. 次に、白が天元の一つ斜め隣か、横隣に白2を打つ。
3. 次に、黒が天元から一間飛びの範囲内に黒3を打つ。このため基本珠形の数は26種になる。
4. 次に、黒が白4の打つ場所を指定する。
5. 続いて、黒が黒5を打つ。
6. 白石を打っている人は、局面を観察して引き続き白石を持って戦うか、交替して黒石を使うかを決める。
7. 以降は、通常の方法と同じである。

### 四珠交代打ち（ソーソロフ８）
四珠交代打ちとは、スウェーデンのピーター・ヨンソンやエストニアのソーソロフ・アンツが提唱したルールが元になった開局規定であり、2017年から2024年まで日本連珠社の公式戦で採用されていた。白４と題数を同時に指定することで、バランスの取れた白４が題数指定打ちよりも幅広くなる開局規定である。
1. 仮先が、黒１を天元に打つ。
2. 仮後は白２を自分で打つか相手に打たせる（スワップ）かを決る。白２は天元から１路の範囲内に打つ。
3. 白２を打たなかった側の対局者が、黒３を自分で打つか相手に打たせるかを決める。黒３は天元から２路の範囲内に打つ。
4. 黒３を打たなかった側の対局者が、白４を自分で打つか相手に打たせるかを決める。白４は天元から３路の範囲内に打つ。
5. 白４を打たなかった側の対局者が黒５を自分で打つか相手に打たせるか、あるいは10題オプションを宣言する。黒５は天元から４路の範囲内に打つ。
6. 10題オプションを宣言した場合、宣言したものが黒番となり、黒5の候補を10か所示す。白番になった対局者は黒５の候補のうち１か所を残して他は黒番に返し、白６を打つ。
7. 10題オプションが宣言されなかった場合、黒５を打たなかった側の対局者が、白６を自分で打つか相手に打たせるかを決める。
8. 以降は黒白一手ずつ交互に打つ。

### 五珠交代打ち（タラグチ10）
五珠交代打ちとは、ロシアのユーリー・タラニコフが提唱したルールが元になった開局規定であり、2025年現在の日本連珠社の公式戦で採用されている。一手ごとにスワップする権利があり、弱すぎる白４に対しては10題オプションを発動できるようにすることで白４の幅を抑制している。
1. 仮先が、黒１を天元に打つ。
2. 仮後は白２を自分で打つか相手に打たせる（スワップ）かを決る。白２は天元から１路の範囲内に打つ。
3. 白２を打たなかった側の対局者が、黒３を自分で打つか相手に打たせるかを決める。黒３は天元から２路の範囲内に打つ。
4. 黒３を打たなかった側の対局者が、白４を自分で打つか相手に打たせるかを決める。白４は天元から３路の範囲内に打つ。
5. 白４を打たなかった側の対局者が黒５を自分で打つか相手に打たせるか、あるいは10題オプションを宣言する。黒５は天元から４路の範囲内に打つ。
6. 10題オプションを宣言した場合、宣言したものが黒番となり、黒5の候補を10か所示す。白番になった対局者は黒５の候補のうち１か所を残して他は黒番に返し、白６を打つ。
7. 10題オプションが宣言されなかった場合、黒５を打たなかった側の対局者が、白６を自分で打つか相手に打たせるかを決める。
8. 以降は黒白一手ずつ交互に打つ。

## 必勝定石
連珠は先手番による必勝定石が存在することが知られている数少ないゲームである。禁手を設けても、単純に黒白が交互に打っていくならば、先手側に様々な必勝手順があることが確立されている。そこで、現行では珠型交替打ち・五珠交代打ち(タラグチ10)などの開局規定により、両対局者間の均衡をとっている。
ただし、必勝といわれている定石でも非常に変化に富んだものが多く、実際に対局で打ちこなすには相当の知識と技量が必要である。そのため、逆にあえて必勝といわれる形を打たせて、間違いを誘うことで勝ちを得ようとする後手策も数多く存在する。

## 類似のゲーム
- 五目並べ - 連珠の起源。
- コネクト6 - 石を6個先に並べたほうが勝ち。1手目以外両者2個ずつ石を置く。
- 五子棋 - 連珠の中国での名称。
- 二抜き連珠（朝鮮五目） - 石を2個はさめば取ることができる（3個以上は取れない）。石を5個並べるか、10個取れば勝ち。
- ペンテ（英語版） - 二抜き連珠のバリエーション。
- 梅花碁 - 十字の形に石を並べれば勝ちとなる。大きさは問わない。
- 四目並べ - 重力付き四目並べで、下から積み重ねる。